# SharePoint Designer
Microsoft SharePoint Designer ist ein Programm zum Bearbeiten von Sites, Workflows und Vorlagen, die unter Microsoft SharePoint (Microsoft SharePoint Server und Microsoft SharePoint Foundation) ausgeführt werden. Es ist Teil der Microsoft-SharePoint-Produktfamilie. Ursprünglich war Microsoft SharePoint Designer Teil der Microsoft Office 2007 Produktpalette, war jedoch nie Teil einer Office Suite.

## Überblick

### Funktionsumfang
Microsoft SharePoint Designer ist gemeinsam mit Microsoft Expression Web der Nachfolger von Microsoft Frontpage zum Bearbeiten von Webseiten. Während Microsoft Expression Web vollständig zum Erstellen beliebiger Webseiten verwendet werden kann, ist Microsoft SharePoint Designer spezifisch zum Erstellen und Bearbeiten von Webseiten in SharePoint entwickelt. Er bietet mehr Kontrolle als die eingebauten Bearbeitungsmöglichkeiten in SharePoint.
Während die erste Version von 2007 noch als eigenständiger HTML-Editor verwendet werden konnte, sind Microsoft SharePoint Designer 2010 und 2013 ausschließlich in Kombination mit SharePoint verwendbar.

### Vertrieb
Die erste Version wurde anfangs kommerziell vertrieben und seit dem 31. März 2009 wird SharePoint Designer 2007 kostenlos angeboten. Die aktuelle Version 2013 erschien gemeinsam mit SharePoint 2013 am 12. Oktober 2012.

### Technik
Microsoft SharePoint Designer nutzt dieselbe Code-Basis wie sein Zwillingsprodukt Microsoft Expression Web und teilt sowohl die Benutzeroberfläche als auch dieselbe HTML-Engine zum Darstellen von Seiten.